# ETB 3
ETB 3 est la troisième chaîne du groupe de télévision Euskal Telebista, émettant depuis la communauté autonome du Pays basque, en Espagne.

## Histoire et description
Lancée le 10 octobre 2008, elle est diffusée par voie hertzienne (télévision numérique terrestre) et par câble (Euskaltel) dans l'ensemble de la communauté autonome d'Euskadi ainsi qu'au Pays basque français.
Au contraire de ses « grandes sœurs » ETB 1 et ETB 2, ETB 3 est une chaîne thématique tournée essentiellement vers la jeunesse. Sa programmation, entièrement en basque, est constituée de dessins animés, de documentaires, de jeux et de programmes tournés vers cette catégorie de la population, à l'image de la chaîne K3 diffusée en Catalogne.

### Sources
- (en) Cet article est partiellement ou en totalité issu de l’article de Wikipédia en anglais intitulé « ETB 3 » (voir la liste des auteurs).